# Stefan Lazarević
Stefan Lazarević (srbsko Стефан Лазаревић), znan tudi kot Stevan Visoki (srbsko Стефан Високи, je bil srbski knez in despot, pesnik in reformator, * 1377, Kruševac, Srbija, † 19. julij 1427, Crkvine pri Mladenovcu, Srbija.
Bil je sin in naslednik kneza Lazarja Hrebeljanovića in kneginje Milice iz stranske veje dinastije Nemanjićev. Njegovo vladanje in književna dela se včasih povezuje s prvimi znaki renesanse na srbskih ozemljih. Na vojaškem področju je uvedel viteške turnirje, sodobno vojaško taktiko in strelno orožje.

## Življenjepis
Stefan je postal knez leta 1389 po smrti očeta Lazarja v bitki na Kosovskem polju. Bil je osmanski vazal in se je kot poveljnik srbskih pomožnih enot udeležil bitk pri Karanovasi (1394), Rovinah (1395), Nikopolju (1396) in Ankari (1402).. Osmanskemu porazu pri Ankari je sledilo Timur Lenkovo osvajanje Anatolije in medvladje, ki je trajalo do leta 1413. 
Leta 1403 ali 1404 mu je bizantinski cesar Manuel II. Paleolog podelil naslov despota, približno takrat pa je postal tudi zaveznik ogrskega kralja Sigismunda in med prvimi vitezi Zmajevega viteškega reda (Societas draconistrarum). Od ogrskega kralja je dobil današnjo Mačvo in Vojvodino, Zemun, Slankamen, Kupinik, Mitrovico, Bečej, Veliki Bečkererek, Apatin in Beograd, kamor je preselil svojo prestolnico. V Beogradu je zgradil trdnjavo s citadelo, ki je bila med Veliko turško vojno leta 1690 porušena. Od nje se je do danes ohranil samo Stolp despota Stefana.
Leta 1406 je v bitki pri Despotovcu porazil in ubil svojega svaka Muso, sina sultana Bajazida I. Po bitki se je v Srbiji začelo daljše obdobje miru. 
Stefan Lazarević je leta 1427 nepričakovano umrl zaradi srčne kapi. Ker ni imel otrok, je leta že 1426 na skupščini v Srebrenici prestol prepustil nečaku Đurađu Brankoviću. Pokopan je v samostanu Koporin, ki ga je sam zgradil leta 1402.

## Zapuščina
Stefan Lazarević je imel veliko knjižnico, v kateri so bila poleg slovanskih del tudi dela s področja filozofije, zgodovine in poezije v grškem in latinskem jeziku. Čital in pisal je v staroslovanskem in grškem jeziku, obvladoval pa je tudi latinščino. Ustanovil je več samostanov, od katerih je najbolj znana Manasija (Resava). V samostanu je bila znana "Resavska šola", središče za prevajanje in prepisovanje knjig, ki jo je vodil Konstantin Filozof.
Pisati je začel po vrnitvi iz bitke pri Ankari. 29. januarja 1412 je v Novem Brdu, rudarskem središču Srbije, izdal "Zakon o rudnikih", ki je poznan tudi kot "Statut Novega Brda. 
Napisal je tudi nekaj drugih del. Najstarejše ohranjeno delo, ki je bilo napisano leta 1403 ali 1404, je Zahvalni govor knezu Lazarju. Drugi ohranjeni tekst je napis na marmornem stebru na Kosovu. Tretje delo, Beseda Ljubezni (Slovo ljubve), je poetska poslanica, namenjena bratu Vuku Lazareviću kot poziv na spravo. Nekateri menijo, da bi lahko bila namenjena tudi zaročenki ali sestri v osmanskem haremu. Pesnitev je napisana kot akrostih.

## Družina
Stefan Lazarević se je leta 1405 poročil s Heleno Gattilusio, hčerko Franca II., vladarja Lesbosa in Valentine Doria, s katero ni imel poznanih otrok.